# Бобова (город)
Бобова (пол. Bobowa)  —  город  в Польше, входит в Малопольское воеводство,  Горлицкий повят.  Имеет статус городско-сельской гмины. 
Занимает площадь 7,2 км². Население 3018 человек. Права города получил в 2009 году

## История
В конце XIX — начале XX века на страницах Энциклопедического словаря Брокгауза и Ефрона этому населённому пункту давалось следующее описание: «Бобова — местечко Грабовского уезда в Галиции, расположенное на 38° 81′ с. шир. и 49° 9′ вост. долг. от Ф. с 164 домами и 1266 жит., из коих 785 р.-кат. и 481 евреев. Здесь находится старинная р.-католическая церковь в 1529 причисленная к коллегиатам, одноклассное народное училище, водяной лесопильный завод, почтов. станция и станция Тарново-Лелкаховской жел. дороги».